# Palau del Senat (Espanya)
El Palau del Senat d'Espanya és l'edifici on es localitza la seu del Senat d'Espanya. Es localitza a la Plaça de la Marina, a la Vila de Madrid.

## Història
El solar actualment ocupat pel palau era on es trobava l'Església del Convent dels Pares Agustins Calçats. El 1814 fou habilitat perquè les Corts, aleshores d'una sola cambra, celebraren allí les sessions. El 1834 s'instaurà un sistema de dos cambres, amb la cambra alta que era l'Estament de Pròcers, i tres anys més endavant el Senat, que matingué la seu fins a l'actualitat. El Saló de Sessions, d'estil neoclàssic, fou obra de l'arquitecte González Velázquez. El 1845, l'arquitecte Álvarez Bouquel reformà el Convent. Des de 1870, l'arquitecte Rodríguez de Ayuso incorporà la biblioteca. El convent herrerià va tindre incorporats elements del neoclassicisme tardà (Saló de Sessions) i l'ambientació i mobiliari era d'estils isabelins, regència i alfonsins. Durant la dècada de 1950, la façana va ser radicalment canviada.
L'edifici fou ampliat, la inauguració fou feta pel rei Juan Carles I el 23 de setembre de 1991. L'ampliació va ser un projecte de l'arquitecte Salvador Gayarre. El nou edifici de l'ampliació estava format per tres parts:
- Cos: de quatre plantes. Està destinat per a despatxos de senadors amb façana al carrer del Rellotge.
- Segon volum de l'edifici: orientat al carrer Bailén, conté tres sales de reunions i el nou saló de sessions.
- Cos central: de dos plantes i un soterrani. Uneix les dos parts anteriors.

## Biblioteca
La biblioteca va ser establerta en un antic claustre. Seguí l'estil gòtic anglès. El 1882 va ser remodelada per Emilio Rodríguez Ayuso.
Conté fons bibliogràfics del segle xix i del primer terç del segle XX de gran importància. Hi ha incunables de la biblioteca de l'infant Carles Maria Isidre i obres editades el segle xvi.

## Col·lecció d'obres d'art
El Palau conté una col·lecció d'obres d'art, formada per una col·lecció de pintures de la segona mitat del segle xix patrocinades pel Govern d'Espanya i la Reial Acadèmia de Belles Arts de San Fernando més una col·lecció d'escultures, que són majoritàriament representacions de figures històriques i polítics membres del Senat.